# Hjalmar Branting

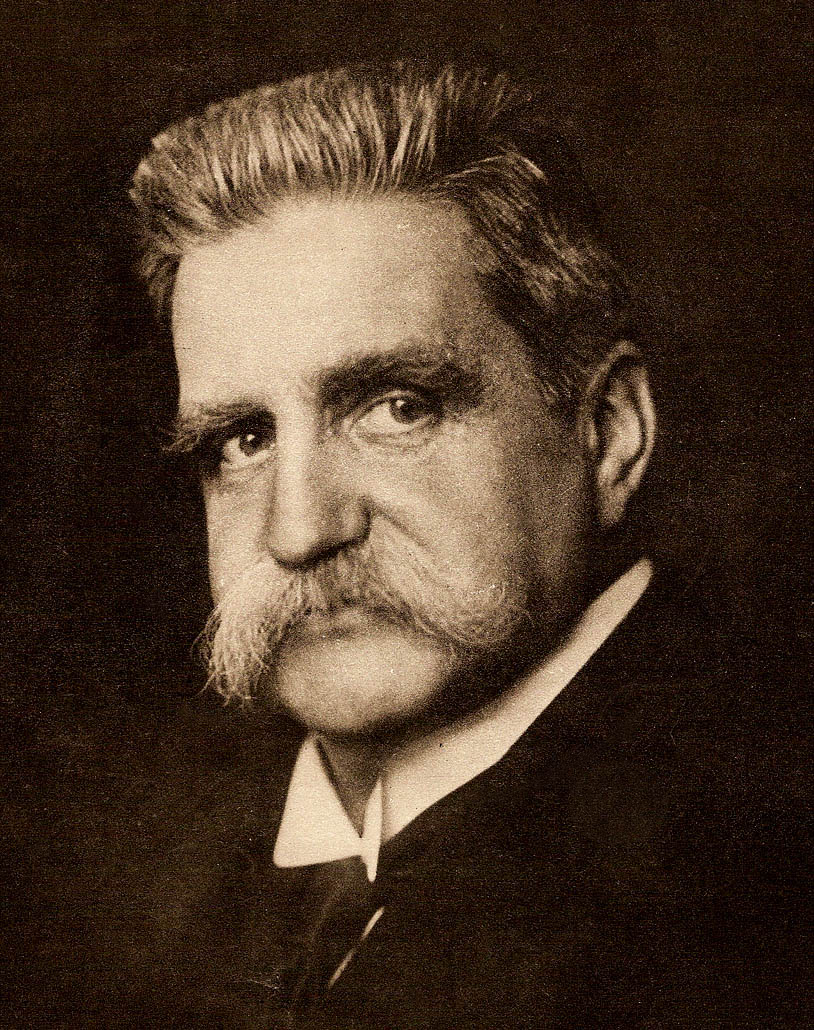
Hjalmar Branting

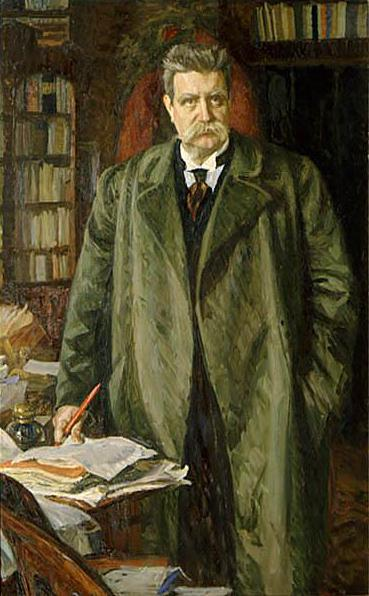
Hjalmar Branting; Porträt von Richard Bergh

Karl Hjalmar Branting (* 23. November 1860 in Stockholm; † 24. Februar 1925 ebenda) war schwedischer Politiker, Reichstagsabgeordneter und mehrfach Ministerpräsident für Kurzzeitregierungen in den Jahren 1920 bis 1925.

## Leben
Hjalmar Branting kam aus einer großbürgerlichen Familie in Stockholm. Schon während seiner Gymnasialzeit kam Branting mit marxistisch-sozialistischem Gedankengut in Berührung und wandte sich der Sozialdemokratie zu. 1878–82 studierte er Naturwissenschaften in Uppsala, ohne die Studien abzuschließen. 1884 heiratete Branting Anna Jäderin.
In der folgenden Zeit begann er, sich publizistisch und politisch zu betätigen. Nach einer ersten journalistischen Tätigkeit bei der radikalen Zeitung Tiden (Die Zeit) wechselte er zu der 1886 von August Palm gegründeten Zeitung Socialdemokraten, deren Chefredakteur er von 1887 bis 1917 mit einigen Unterbrechungen war. 1889 war er Gründungsmitglied der Sozialdemokratischen Partei, von 1894 bis zu seinem Tod war er Mitglied des Parteivorstandes und ab 1908 Parteivorsitzender. 
Hjalmar Branting wurde 1897 als erster Sozialdemokrat in den Reichstag gewählt, dessen Abgeordneter er bis zu seinem Tode war. 1917 war Branting einige Monate Finanzminister in einer liberal-sozialdemokratischen Koalitionsregierung. Am 10. März 1920 bildete Branting die erste sozialdemokratische Regierung Schwedens, die aber schon am 27. Oktober desselben Jahres zurücktrat. Von Oktober 1921 bis April 1923 war Branting Ministerpräsident und zugleich Außenminister einer weiteren sozialdemokratischen Regierung und im Oktober 1924 bildete er seine dritte Regierung. 1921 setzte sich Branting zusammen mit anderen führenden Politikern wie etwa dem konservativen Oppositionsführer Arvid Lindman als Unterzeichner eines Gesetzesentwurfs für die Gründung des Staatlichen Instituts für Rassenbiologie 1922 ein.
Hjalmar Branting gilt als einer der wichtigsten schwedischen Politiker des 20. Jahrhunderts. Zum einen gelang es ihm, den tiefen sozialen Konflikt der Jahrhundertwende durch geschickte parlamentarische Zusammenarbeit für Demokratie und soziale und wirtschaftliche Reformen friedlich zu lösen. Zum anderen legte er mit seinen Regierungen den Grundstein für die Machtposition der schwedischen Sozialdemokratie. 

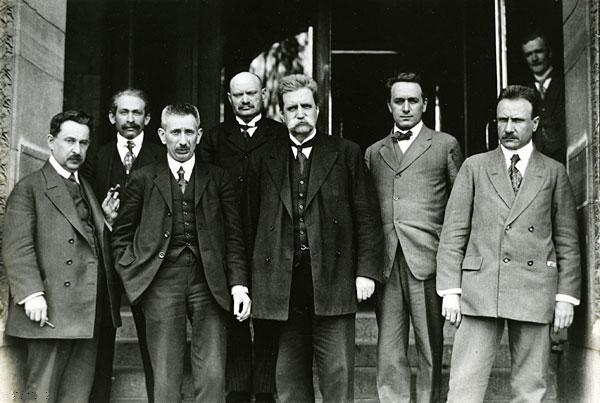
Karl Hjalmar Branting und ungarische Delegierte der Stockholmer Friedenskonferenz von 1917

Außenpolitisch setzte sich Hjalmar Branting für den Frieden ein wie z. B. in der erfolglosen Stockholmer Konferenz 1917. Er war schwedischer Delegierter bei der Friedenskonferenz 1919 in Paris und in der Bundesversammlung des Völkerbundes von dessen Gründung 1920 bis zu seinem Tod. 1921 bekam er gemeinsam mit dem Norweger Christian Lous Lange den Friedensnobelpreis. In Wien-Favoriten wurde 1951 die Brantinggasse nach ihm benannt, weil Branting sich nach dem Ersten Weltkrieg um Hilfe für die notleidende Bevölkerung Österreichs verdient gemacht hatte.
Am 24. Februar 1925 starb Hjalmar Branting im Alter von 65 Jahren.

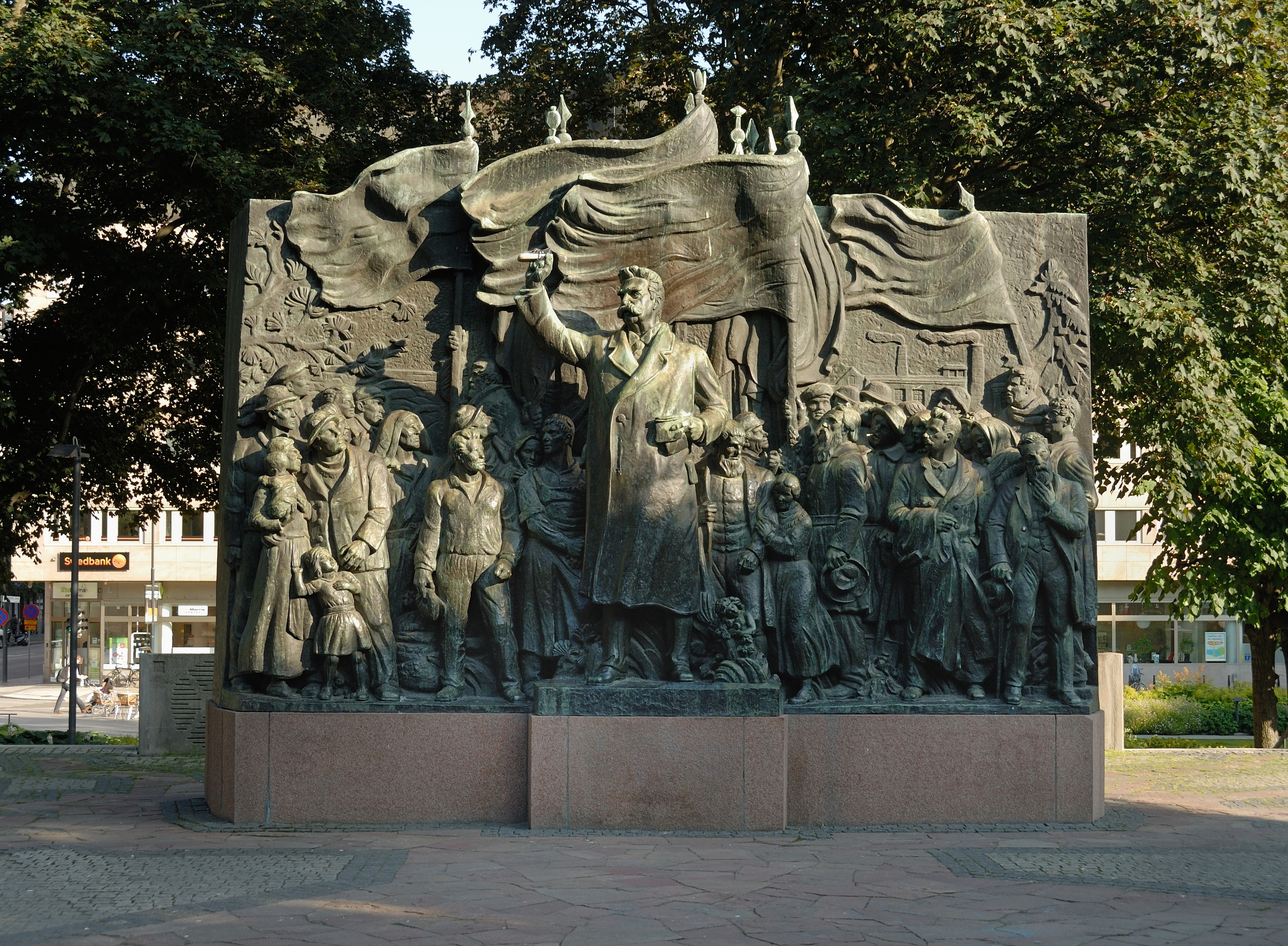
Denkmal zu Ehren Hjalmar Brantings in Stockholm

## Werke
- Arbetarklassen och världsläget. Tidens Förl., Stockholm 1915.
- Socialismen. Bonnier, Stockholm 1892.